# Ахадова, Джахан Гасан кызы
Джахан Гасан кызы Ахадова (в девичестве — Азимова) (азерб. Cahan Həsən qızı Əzimova; род. 13 сентября 1932, Куткашенский район) — советский азербайджанский табаковод, Герой Социалистического Труда (1949).

## Биография
Родилась 13 сентября 1932 года в селе Кюрд Куткашенского района Азербайджанской ССР (ныне Габалинский район).
В 1948—1955 годах звеньевая колхоза «Шарк», с 1955 года табаковод колхоза имени Низами Куткашенского района Азербайджанской ССР. В 1948 году 16-летний табаковод получила урожай табака сорта «Трапезонд» 26,1 центнеров в гектара на площади 3 гектара.
Указом Президиума Верховного Совета СССР от 1 июля 1949 года за получение в 1948 году высоких урожаев табака Азимовой Джахан Гасан кызы присвоено звание Героя Социалистического Труда с вручением ордена Ленина и золотой медали «Серп и Молот».